# Вулиця Олени Степанів (Київ)
Ву́лиця Олени Степанів — вулиця в Печерському районі міста Києва, місцевості Звіринець, Бусове поле. Пролягає від Звіринецької вулиці до Дубенської вулиці.

## Історія
У XIX столітті у цій місцевості розміщувалися військові служби та споруди, зокрема, в районі сучасної вулиці Олени Степанів розташовувалася військова гауптвахта.
Вулиця Олени Степанів відома з 1-ї чверті XX століття під назвою 3-й Омелютинський провулок. Мала назву на честь радянської партизанки, Героя Радянського Союзу Є. І. Чайкіної — з 1955 року.
27 жовтня 2022 року перейменовано на честь історикині, четарки Української Галицької Армії Олени Степанів